# Best of Chris Isaak
Best of Chris Isaak é uma compilação dos melhores êxitos do cantor norte-americano Chris Isaak, lançado em maio de 2006.
Contém os sucessos dos anos de 1985 a 2004, algumas inéditas e um acústico de Forever Blue.

## Faixas
1. "San Francisco Days"
2. "Somebody's Crying"
3. "Wicked Game"
4. "Baby Did A Bad, Bad Thing"
5. "Let Me Down Easy"
6. "Two Hearts"
7. "King Without a Castle"
8. "Only the Lonely"
9. "Speak of the Devil"
10. "Blue Spanish Sky"
11. "You Owe Me Some Kind Of Love"
12. "Can't Do A Thing (To Stop Me)"
13. "Let's Have A Party"
14. "Dancin'"
15. "Blue Hotel"
16. "Please"
17. "I Want You To Want Me"
18. "Forever Blue" (Acústico)